# Alcaucín
Alcaucín es un municipio andaluz de la provincia de Málaga (comarca de la Axarquía), limítrofe con la provincia de Granada. Por carretera se halla situado a 54 kilómetros de Málaga, la capital provincial, y a 504 km de Madrid, capital estatal. Con una población de 2653 habitantes (INE 2024)

## Geografía
La villa de Alcaucín extiende sus tierras por el norte de la Axarquía, entre la sierra de Tejeda y el relieve del corredor de Periana, entre el espectacular "Boquete de Zafarraya" y los montes de la Axarquía. Sus habitantes son denominados "alcaucineños" y tienen el apodo de "tiznaos".
Al estar dentro de la Sierra de Tejeda, su término es bastante abrupto, con predominio del monte cerrado y una inclinación media acentuada, pues pasa de los 2065 m de la Maroma a los 200 m en el Puente Don Manuel. En este entorno se sitúa una de las zonas más ricas en cuanto a flora y fauna de la Axarquía, dentro de la vegetación el elemento más característico es el pinar, que en este caso es de tipo carrasco y de repoblación. Son frecuentes los chopos, cedros, encinas, cipreses, especies arbustivas como las cornicabras, tojos, jaguarzos, jaras hiedras, vides, etc., y herbáceas como los tomillos, romeros, palmitos, torviscos, etc. Conforme nos vamos acercando a los "Senos de la Tejada", los pinos van desapareciendo para dar paso a especies de talla arbustiva como el enebro, la sabina, el majuelo, y si hay mucha suerte encontraremos algún ejemplar de tejo, que actualmente se encuentra en franca regresión, a pesar de que en otros tiempos debió de abundar en algunos barrancos de la cara norte de Sierra Tejeda, de donde viene la denominación (tejedal). Ya en las cercanías de la Maroma es de tipo piornal y almohadilla. Como animal más fácil de visualizar tenemos a la cabra montés. También habitan en estos parajes la comadreja, gato montés, tejón, la gineta en las zonas de mayor densidad de arboleda. Entre las aves hay que citar al pardillo, mirlo, curruca, colirrojo, alondra, ruiseñor, etc..

## Historia
El nombre de Alcaucín es de origen árabe, deriva de القوسين al-qawsayn (probablemente pronunciado al-qawsīn de modo coloquial), que significa "Los Arcos". Algunos autores plantean la hipótesis de que el nombre se debió a la existencia de un acueducto y otros a la abundancia de tejos, árboles de cuya madera se elaboraban los arcos de caza y guerra.
El término municipal es de las zonas de Málaga que podemos testificar como de las primeras en ser habitadas por el hombre, como documentan las excavaciones realizadas en el "Boquete de Zafarraya en 1983 en las que aparecieron restos humanos, entre ellos una mandíbula, que perteneció a un hombre Neandertal. Durante la época de colonización fenicia, se pusieron los cimientos de la Fortaleza de Zalía, pero fueron los árabes los que construyeron el actual castillo hasta que en 1485 fue conquistado por los Reyes Católicos.
No se conoce más datos relevantes hasta la llegada de la ocupación francesa (1810-1812) donde quedó reflejada en uno de los libros de difuntos que se guardan en el archivo de la parroquia.
El terremoto que asoló la zona norte de la Axarquía, el día de Navidad de 1884 ocasionó cuantiosas pérdidas humanas, de animales y casas. Durante la época del auge de la industria azucarera de Andalucía se instaló en la barriada del Puente Don Manuel el Ingenio Azucarero de los Torres Otero.
El camino más directo para llegar, desde Málaga, es a través de la autovía hasta Vélez. Una vez allí nos desviaremos por la carretera de La Viñuela y seguiremos subiendo hasta llegar al Puente Don Manuel, en la que veremos el camino que nos llevará directamente a Alcaucín.
Nada más entrar al pueblo tendremos ante nosotros un ejemplo claro de pueblo morisco, con casas bajas, fachadas encaladas y sobre todo, una distribución desordenada y sinuosa de calles estrechas.
El punto referencial del núcleo urbano es la plaza de San Sebastián, hoy de La Constitución sede de la Iglesia y el Ayuntamiento. Los edificios y casas más notables del pueblo corresponden a los siglos XVII y XVIII.

## Demografía
Cuenta con una población de 2653 habitantes (INE 2024).
| Gráfica de evolución demográfica de Alcaucín entre 1842 y 2021                                                        |
| |
| Población de derecho según los censos de población del INE. Población de hecho según los censos de población del INE. |

| Nacionalidad | Hombres | Mujeres | Total | %      | Proporción |
| ------------ | ------- | ------- | ----- | ------ | ---------- |
| Española     | 756     | 681     | 1437  | 57.7 % |            |
| Extranjera   | 513     | 537     | 1050  | 42.2 % |            |

| País        | Hombres | Mujeres | Total | %      | Proporción |
| ----------- | ------- | ------- | ----- | ------ | ---------- |
| Reino Unido | 332     | 351     | 683   | 65.0 % |            |
| Marruecos   | 76      | 69      | 145   | 13.8 % |            |
| Alemania    | 21      | 23      | 44    | 4.2 %  |            |
| Francia     | 4       | 3       | 7     | 0.6 %  |            |
| Rumania     | 2       | 5       | 7     | 0.6 %  |            |
| China       | 4       | 2       | 6     | 0.5 %  |            |
| Polonia     | 1       | 3       | 4     | 0.3 %  |            |
| Italia      | 1       | 2       | 3     | 0.2 %  |            |
| Pakistán    | 3       | 0       | 3     | 0.2 %  |            |
| Ucrania     | 1       | 2       | 3     | 0.2 %  |            |
| Venezuela   | 1       | 2       | 3     | 0.2 %  |            |
| Portugal    | 1       | 1       | 2     | 0.1 %  |            |
| Argentina   | 1       | 0       | 1     | 0.09 % |            |
| Colombia    | 0       | 1       | 1     | 0.09 % |            |
| Cuba        | 0       | 1       | 1     | 0.09 % |            |
| Ecuador     | 0       | 1       | 1     | 0.09 % |            |
| Paraguay    | 0       | 1       | 1     | 0.09 % |            |

## Economía

#### Evolución de la deuda viva municipal
| Gráfica de evolución de Deuda viva del Ayuntamiento de Alcaucín entre 2008 y 2019                                |
| |
| Deuda viva del Ayuntamiento de Alcaucín en miles de Euros según datos del Ministerio de Hacienda y Ad. Públicas. |

## Administración y política

### Resultados de las elecciones municipales de 2023
| Candidatura     | Candidatura                                             | Votos | %                               | Escaños                         |
| --------------- | ------------------------------------------------------- | ----- | ------------------------------- | ------------------------------- |
|                 | Partido Socialista Obrero Español (PSOE)                | 543   | 43,54                           | 6                               |
|                 | Agrupación de Electores Somos Alcaucín (Somos Alcaucín) | 261   | 20,93                           | 2                               |
|                 | Partido Popular (PP)                                    | 212   | 17,00                           | 2                               |
|                 | Por Mi Pueblo (PMP)                                     | 129   | 10,34                           | 1                               |
|                 | Andalucía Por Sí (AxSí)                                 | 90    | 7,22                            | 0                               |
| Votos en blanco | Votos en blanco                                         | 12    | 0,96                            | n/a                             |
| Votos válidos   | Votos válidos                                           | 1247  | 100                             | 11                              |
| Votos nulos     | Votos nulos                                             | 20    | Participación: \| \| 77,59 % \| | Participación: \| \| 77,59 % \| |
| Votantes        | Votantes                                                | 1267  | Participación: \| \| 77,59 % \| | Participación: \| \| 77,59 % \| |
| Electores       | Electores                                               | 1633  | Participación: \| \| 77,59 % \| | Participación: \| \| 77,59 % \| |
|                 | 77,59 %                                                 |       |                                 |                                 |

| Periodo   | Nombre                                                                                             | Partido          |
| --------- | -------------------------------------------------------------------------------------------------- | ---------------- |
| 1987-1991 | José Béjar Guerrero                                                                                | PA               |
| 1991-1995 | José Manuel Martín Alba                                                                            | PSOE-A           |
| 1995-1999 | José Manuel Martín Alba                                                                            | PSOE-A           |
| 1999-2003 | José Manuel Martín Alba                                                                            | PSOE-A           |
| 2003-2007 | José Manuel Martín Alba                                                                            | PSOE-A           |
| 2007-2011 | José Manuel Martín Alba (2007-2009) Guillermo Pérez Martín (2009) Domingo Lozano Gámez (2009-2011) | PSOE-A PA PP -PA |
| 2011-2015 | Domingo Lozano Gámez                                                                               | PP-PA            |
| 2015-2019 | Mario Blancke                                                                                      | Cs PSOE          |
| 2019-2023 | Ágata Noemí González Martín                                                                        | PSOE-A           |

## Monumentos y lugares de interés
- Iglesia de Nuestra Señora del Rosario (plaza de la Constitución). Erigida en el siglo XVIII, es de sencilla estructura, consta de dos naves demarcadas por tres arcos de medio punto; la del evangelio destaca por su camarín con yesería rococó toscamente labrado. La portada es muy simple y está restaurada, termina en una tosca espadaña.
- Ermita de Jesús del Calvario (C/ Calvario). Construida en el siglo XVII, es de planta cuadrada y portada con arco de medio punto, que descansa sobre pilastras.
- Fuente de los cinco caños (C/ La Fuente). No existe ningún testimonio de su construcción. Su actual aspecto es de la restauración que se llevó a cabo durante el mandato del alcalde José Béjar Guerrero, entre el año 1987 y 1991.
- Ciudad de Zalia (Mesa de Zalia). Ciudad fortaleza situada a las puertas del paso de Zafarraya. Algunos autores la identifican con la ciudad fenicia de Tágara, otros, sin embargo, la conectan con la mítica Odiscya. En el siglo IV fue abandonada dando lugar a la versión paleocristiana de ciudad maldita atacada por las víboras.
- Castillo de Zalia. Las ruinas del castillo de Zalia se levantan frente al casco urbano de Alcaucín, al otro lado del río, sobre una colina suave, en el histórico camino real nazarita que unía la metrópolis granadina con Málaga. Es ésta una de los restos de fortificaciones más antiguos que se conocen, se ha pensado que bien pudiera haber sido construida por los fenicios y posteriormente fue reconstruida por lo árabes. Los árabes construyeron el actual castillo con su doble anillo de murallas, alcanzando cierto apogeo merced de la crianza de ganado y al cultivo del cereal. Y posteriormente fue conquistada por los reyes católicos en septiembre de 1485, sirviendo esta fortificación como “prisión - obispado de los levantiscos moriscos”.

## Fiestas
- 5 de enero – Cabalgata de Reyes
- 20 de enero – San Sebastián, Patrón de Alcaucín, tiene lugar la verbena popular y procesión del Santo. (FIESTA LOCAL)
- Penúltimo viernes de febrero – Los carnavales
- Marzo – Barriada Pilarejo La Verbena de San José
- Semana Santa – Procesiones (Judíos)
- 2.ª Semana de Mayo – Semana Cultural organizada por el Colegio Público Alejandro García Garrido.
- 15 de Mayo – La Romería de San Isidro con la subida a El Alcázar (zona recreativa situada a 5 km del pueblo, en el parque natural de las sierras Tejeda y Almijara.)
- Último fin de Semana de Junio – Feria de la barriada del Puente Don Manuel
- 1.er fin de Semana de agosto – Fiestas de Alcaucín, 5 días (FIESTA LOCAL)
- Dentro del fin de semana, el viernes, de agosto – XIX Festival de Cante Flamenco (Festival muy importante en la zona, este año han asistido más de 5000 personas, destacar que es gratuito y todos los años se intenta traer figuras de alto relieve.
- 15 de agosto – Fiesta de la Barriada "Espino"
- Último fin de Semana de agosto – Feria de La Barriada de la Venta Baja.
- 7-8 de septiembre – Fiesta de las Candelarias (en todo el territorio del término municipal de Alcaucín se hacen fogatas con las cosas que se van desechando a lo largo del año, antiguamente servía para quemar los restos de las cosechas)
- 1.er fin de semana de noviembre – Fiesta de la Castaña (se reparten por parte del Ayuntamiento y de la asociación de mujeres "La Albahaca": castañas asadas, batatas asadas, polvorones y anís)
- 31 de diciembre – Fiesta Fin de Año (se reparte por parte del Ayuntamiento el cava y las uvas a todos los que desean despedir el año con los alcaucineños)